# Veyrins-Thuellin
Veyrins-Thuellin is een voormalige gemeente in het Franse departement Isère in de regio Auvergne-Rhône-Alpes en telde 1698 inwoners (2005).

## Geschiedenis
Veyrins-Thuellin werd gevormd in 1972 door de fusie van de toenmalige gemeenten Thuellin en Veyrins. Op 1 januari 2016 fuseerde de gemeente met Les Avenières tot de commune nouvelle Les Avenières Veyrins-Thuellin.

## Geografie
De oppervlakte van Veyrins-Thuellin bedraagt 11,5 km², de bevolkingsdichtheid is 147,7 inwoners per km².
De onderstaande kaart toont de ligging van Veyrins-Thuellin met de belangrijkste infrastructuur en aangrenzende gemeenten.

## Demografie
Onderstaande figuur toont het verloop van het inwonertal.